# Procesele de la Nürnberg
Procesele de la Nürnberg au fost o serie de procese celebre pentru faptul că, în cadrul lor, au fost inculpați importanți membri ai conducerii politice, militare și economice a Germaniei Naziste. Procesele au avut loc între 1945 și 1949 în orașul Nürnberg, Germania, în Palatul de Justiție din Nürnberg. Primul și cel mai cunoscut dintre aceste procese a fost Procesul Principalilor Criminali de Război în fața Tribunalului Militar Internațional (TMI), în care au fost judecați 24 dintre cei mai importanți lideri ai Germaniei naziste, atât capturați cât și în contumacie. Dezbaterile procesului s-au ținut între 20 noiembrie 1945 și 1 octombrie 1946. Al doilea set de procese ale unor criminali de război mai puțin importanți a avut loc conform Legii nr. 10 a Consiliului de Control la Tribunalele militare de la Nürnberg (TMN), printre care Procesul medicilor și Procesul judecătorilor. Acest articol tratează în principal TMI; vezi articolul separat despre TMN pentru detalii privind acele procese.

## Originea
Documente publicate la Londra la 2 ianuarie 2006 de Ministerul de Război britanic arată că încă din decembrie 1942 guvernul britanic discutase politica de pedepsire a conducătorilor naziști în eventualitatea capturării acestora. Prim-ministrul britanic Winston Churchill se exprimase atunci în favoarea execuțiilor sumare pentru evitarea obstacolelor juridice, dar a fost determinat de conducerea Statelor Unite să renunțe la idee. La finele lui 1943, la summitul tripartit ținut la Teheran, conducătorul sovietic, Stalin, a propus executarea a 50.000 - 100.000 de ofițeri superiori germani. Crezând că Stalin glumește, președintele american Roosevelt a „glumit” și el, spunând că poate 49.000 ar fi suficienți. Churchill a denunțat ideea „execuției cu sânge rece a soldaților care au luptat pentru țara lor”. A adăugat însă că criminalii de război trebuie să plătească pentru crimele lor și că, în conformitate cu Documentul de la Moscova pe care-l scrisese el însuși, aceștia ar trebui să fie judecați în locul unde s-au comis crimele. Churchill s-a opus ferm execuțiilor „în scopuri politice”.

Ministrul american al finanțelor, Henry Morgenthau Jr., a propus un plan pentru denazificarea totală a Germaniei, plan cunoscut ca „planul Morgenthau”. Acest plan prevedea dezindustrializarea forțată a Germaniei, însoțită de impunerea muncii forțate, precum și a altor măsuri draconice, ca o ripostă la cele plănuite de naziști pentru Europa de Est. Atât Churchill cât și Roosevelt au susținut planul Morgenthau și au încercat obținerea autorizării lui la Conferința din Quebec din septembrie 1944. Uniunea Sovietică a anunțat însă că preferă un proces juridic. Detalii ale planului, date publicității, au stârnit proteste de amploare. Văzând dezaprobarea publică, Roosevelt a renunțat la plan, dar nu a adoptat o poziție alternativă. Eșecul planului Morgenthau a făcut necesar un plan alternativ pentru a soluționa problema conducătorilor naziști. Planul pentru „judecarea criminalilor de război din Europa” a fost elaborat de ministrul american al apărării Henry L. Stimson și de subalternii săi din minister. Roosevelt a murit în aprilie 1945. Noul președinte, Harry S. Truman, a aprobat opțiunea judiciară.
După negocieri între SUA, Regatul Unit, URSS și Franța au fost stabilite detaliile proceselor penale, care urmau să înceapă la 20 noiembrie 1945, în orașul Nürnberg.

## Înființarea Tribunalului de la Nürnberg
La întâlnirile de la Teheran (1943), Ialta (1945) și Potsdam (1945), cele trei mari puteri din timpul războiului, Statele Unite, Uniunea Sovietică și Regatul Unit, au convenit asupra pedepselor care urmau să fie aplicate celor vinovați de crime de război și crime împotriva umanității în timpul celui de al doilea război mondial. Franța a primit și ea un loc în tribunale.
Carta de la Londra, emisă la 8 august 1945, a constituit baza legală a Tribunalului de la Nürnberg. Acest document a limitat procesul la „pedepsirea principalilor criminali de război din țările europene ale Axei”. Aproximativ 200 de inculpați germani au fost judecați la Nürnberg pentru crime de război și 1.600 de alte persoane au fost judecate prin modalitățile tradiționale ale justiției militare. Jurisdicția tribunalelor a fost definită de Instrumentul de Capitulare a Germaniei. Conform acestui document, autoritatea politică pentru Germania fusese transferată Consiliului Aliat de Control, care, având putere suverană asupra Germaniei, putea decide pedepsirea pentru încălcarea legislației internaționale și a legilor războiului. Întrucât competența i-a fost limitată la încălcarea legilor de război, tribunalul de la Nürenberg nu a avut jurisdicție asupra crimelor comise înainte de 1 septembrie 1939, data declanșării războiului mondial.
Limitarea judecării și pedepsirii de către tribunalul internațional la personalul țărilor Axei a dus la acuzații că ar fi fost vorba de așa-zisa „justiție a învingătorului” și că crimele de război comise de Aliați nu au putut fi judecate la rândul lor. Este, însă, obișnuit ca forțele armate ale unei țări civilizate să furnizeze soldaților ghiduri detaliate privind ceea ce este permis sau nu potrivit codului militar respectiv. Acestea conțin și obligațiile în baza tratatelor internaționale și cutumele războiului. De exemplu, la procesul lui Otto Skorzeny, apărarea acestuia s-a bazat pe manualul publicat de ministerul american al apărării, din 1 octombrie 1940, și din manualul soldatului american. Dacă un membru al forțelor armate încalcă propriul cod militar, acesta poate compărea ca inculpat în fața unei curți marțiale. În urma încălcării unor prevederi ale codului militar, membrii forțelor armate aliate au putut fi și au și fost judecați, ca de exemplu, la procesul Masacrului de la Biscari. Capitularea necondiționată a puterilor Axei a fost neobișnuită și a dus nemijlocit la constituirea tribunalelor internaționale. De regulă, războaiele internaționale se termină condiționat și tratamentul suspecților de crime de război este stipulat în tratatul de pace. În majoritatea cazurilor, cei care nu sunt prizonieri de război sunt judecați conform propriului sistem judiciar dacă sunt suspecți de crime de război – cum s-a întâmplat în Războiul de continuare care a dus la Procesele de război din Finlanda. Limitând atribuțiile tribunalului internațional la judecarea suspecților de crime de război din țările Axei, Aliații acționau în cadrul normelor internaționale în vigoare.

### Locul desfășurării proceselor
Uniunea Sovietică a dorit ca procesele să se desfășoare la Berlin. În cele din urmă s-a optat pentru Nürnberg, din câteva motive:
- Era situat în zona americană (în acel moment, Germania era împărțită în patru zone de ocupație).
- Palatul de justiție era spațios și neavariat (unul dintre puținele edificii rămase intacte după bombardamentele aliate intense asupra Germaniei). Complexul avea și o închisoare mare.
- Întrucât fusese orașul congreselor partidului nazist („Reichsparteitag”), alegerea orașului Nürnberg avea și o valoare simbolică, prin transformarea lui în locul judecării conducerii Partidului Nazist.

S-a mai convenit ca Franța să găzduiască sediul permanent al Tribunalului militar internațional și ca primul proces (au fost planificate mai multe) să aibă loc la Nürnberg. Din cauza Războiului Rece, nu au mai avut loc alte procese în fața Tribunalului militar internațional.

### Participanți
Fiecare dintre cele patru țări a dat câte un judecător principal și un locțiitor, precum și procurori. Judecătorii au fost:
- Colonelul Sir Geoffrey Lawrence, judecător principal britanic și președinte
- Sir William Norman Birkett, judecător britanic locțiitor
- Francis Biddle, judecător principal american
- John Parker, judecător american locțiitor
- Henri Donnedieu de Vabres, judecător principal francez
- Robert Falco, judecător francez locțiitor
- general-maior Iona Nikicenko, judecător principal sovietic
- locotenent-colonel Aleksandr Volcikov, judecător sovietic locțiitor

Principalii procurori au fost Robert H. Jackson pentru Statele Unite, Sir Hartley Shawcross pentru Regatul Unit, general-locotenentul Roman A. Rudenko pentru Uniunea Sovietică, François de Menthon și Auguste Champetier de Ribes pentru Franța. Jackson era asistat de avocatul Telford Taylor, iar Shawcross era asistat de maiorul David Maxwell-Fyfe și de John Wheeler-Bennett. Shawcross a recrutat și un tânăr avocat pledant, Anthony Marreco, fiul unui prieten, pentru a ajuta echipa britanică sa facă față la volumul mare de muncă ce a urmat. Robert Falco era un judecător cu experiență, cu multe procese la activ în Franța.

## Procesul principal

Göring și Hess în timpul procesului

Tribunalul militar internațional a fost inaugurat la 18 octombrie 1945, în clădirea Curții Supreme, la Berlin. Prima sesiune a fost prezidată de judecătorul sovietic, Nikicenko. Procurorii au inițiat inculparea a 24 de criminali de război și șase organizații criminale: conducerea Partidului Nazist, a Schutzstaffel (SS) și Sicherheitsdienst (SD), a Gestapo-ului, a Sturmabteilung (SA) și a Înaltului Comandament al Armatei Germane (OKW).
Capetele de acuzare au fost:
1. Participarea la un plan comun sau a unei conspirații pentru comiterea de crime împotriva păcii;
2. Plănuirea, inițierea și susținerea de războaie de agresiune și alte crime împotriva păcii;
3. Crime de război;
4. Crime împotriva umanității.

Cei 24 de inculpați au fost:
(Notă: În tabelul de mai jos s-au folosit următoarele prescurtări:
1."N”, Nevinovat

2."V", Acuzat și găsit vinovat

3."º", Neacuzat.)
| Nume                                | Cap de acuzare | Cap de acuzare | Cap de acuzare | Cap de acuzare | Sentință            | Note |
|                                     | 1              | 2              | 3              | 4              |                     | |
| ----------------------------------- | -------------- | -------------- | -------------- | -------------- | ------------------- | --- |
| Martin Bormann                      | N              | º              | V              | V              | Moarte              | Successor al lui Hess ca secretar al Partidului Nazist. Condamnat la moarte în absență, rămășițele sale au fost găsite în 1972. |
| Karl Dönitz                         | N              | V              | V              | º              | 10 ani              | Din 1943 amiral al marinei de război a Germaniei; succesorul lui Raeder. Inițiator al operațiunilor U-boot, submarinele militare. A devenit președintele Germaniei după sinuciderea lui Hitler. Ca dovadă prezentată la procesul lui Karl Dönitz privind ordinele date flotelor de submarine prin care era încălcat Tratatul naval de la Londra, amiralul Chester Nimitz a afirmat că războiul submarin nerestricționat a fost executat și în Oceanul Pacific de Statele Unite din prima zi a intrării acestei țări în război. Dönitz a fost găsit vinovat de încălcarea celui de-al doilea Tratat naval de la Londra, din 1936, dar sentința nu a fost pronunțată în baza încălcării normelor internaționale privind războiul submarin. |
| Hans Frank                          | N              | º              | V              | V              | Moarte              | Juristul-șef al Germaniei naziste între 1933-1945 și guvernator general al „guvernământului” din Polonia ocupată de Germania, între 1939-1945. Și-a cerut iertare. |
| Wilhelm Frick                       | N              | V              | V              | V              | Moarte              | Ministrul de Interne al lui Hitler între 1933-1943 și protector al Boemiei-Moraviei, 1943-1945. A scris legile rasiale de la Nürnberg. |
| Hans Fritzsche                      | N              | N              | N              | º              | Achitat             | Comentator radio popular, șef al diviziei de știri din ministerul nazist al propagandei. Judecat în locul lui Joseph Goebbels. |
| Walther Funk                        | N              | V              | V              | V              | Închisoare pe viață | Ministrul economiei în Germania nazistă. Succesorul lui Hjalmar Schacht ca președinte al Reichsbank. Eliberat pe motiv de boală la 16 mai 1957 |
| Hermann Göring                      | V              | V              | V              | V              | Moarte              | Reichsmarschall, Comandantul aviației militare, Luftwaffe 1935-1945; șeful planului pe 4 ani între 1936-1945 și al câtorva departamente din SS. S-a sinucis în noaptea de dinaintea execuției. |
| Rudolf Hess                         | V              | V              | N              | N              | Închisoare pe viață | Adjunctul lui Hitler în ierarhia Partidului Nazist; a zburat în Scoția în 1941 în încercarea de a face pace separată cu Marea Britanie. Închis după proces la închisoarea Spandau (Berlin); s-a sinucis în 1987. |
| Alfred Jodl                         | V              | V              | V              | V              | Moarte              | Wehrmacht general-colonel, subordonatul lui Keitel și șef al diviziei Operațiuni a OKW (Înaltul comandament al armatei) între 1938-1945. http://avalon.law.yale.edu/imt/judjodl.asp] |
| Ernst Kaltenbrunner                 | N              | º              | V              | V              | Moarte              | Liderul SS cu cel mai înalt grad care a supraviețuit. Șef al RSHA 1943-45, organizația-umbrelă a polițiilor și serviciilor de informație din Germania nazistă. I-au fost subordonate organizațiile Einsatzgruppen și câteva lagăre de concentrare. |
| Wilhelm Keitel                      | V              | V              | V              | V              | Moarte              | Șef al Oberkommando der Wehrmacht (OKW), 1938-1945. |
| Gustav Krupp von Bohlen und Halbach | N              | N              | N              | N              | ----                | Mare industriaș nazist. Directorul general al concernului Krupp AG (din industria oțelului), 1912-45. A fost considerat inapt de participare la proces din motive medicale. Procurorii au încercat inculparea fiului său, Alfried (care a condus Krupp în numele tatălui său în timpul războiului), dar judecătorii au respins cererea, deoarece era prea aproape de data procesului. Alfried a fost judecat într-alt proces la Nürnberg pentru folosirea muncii sclavilor. Astfel, Alfried a evitat o posibilă condamnare la moarte. |
| Robert Ley                          | N              | N              | N              | N              | ----                | Șef al DAF, Frontul German al Muncii. S-a sinucis la 25 octombrie 1945, înainte de începerea procesului. |
| Baronul Konstantin von Neurath      | V              | V              | V              | V              | 15 ani              | Ministru de externe între 1932-1938, predecesor al lui Ribbentrop. Ulterior, protector al Boemiei și Moraviei între 1939-43. A demisionat în 1943 în urma unor dispute cu Hitler. Eliberat pe motiv de boală la 6 noiembrie 1954. |
| Franz von Papen                     | N              | N              | º              | º              | Achitat             | Cancelar al Germaniei în 1932 și vicecancelar sub Hitler, în 1933-1934. Ambasador în Austria între 1934-38 și ambasador în Turcia între 1939-1944. Deși a fost achitat la Nürnberg, von Papen a fost reclasificat ca criminal de război în 1947 de un tribunal german de denazificare și condamnat la opt ani muncă forțată. A fost achitat în urma unui recurs, după ispășirea a doi ani din pedeapsă. |
| Erich Raeder                        | V              | V              | V              | º              | Închisoare pe viață | Comandant al marinei militare între 1928 și 1943, când s-a pensionat, lăsându-i locul lui Dönitz. Eliberat pe motiv de boală la 26 septembrie 1955. |
| Joachim von Ribbentrop              | V              | V              | V              | V              | Moarte              | Ambasador plenipotențiar, 1935-1936. Ambasador în Regatul Unit între 1936-1938. Ministru de externe al Germaniei între 1938-1945. |
| Alfred Rosenberg                    | V              | V              | V              | V              | Moarte              | Ideolog șef al Partidului Nazist și teoretician al tezelor rasiste. Ulterior, ministrul Teritoriilor de Est Ocupate, 1941-1945. |
| Fritz Sauckel                       | N              | N              | V              | V              | Moarte              | Gauleiter al Turingiei între 1927-1945. Plenipotențiar al programului nazist de muncă forțată între 1942-1945. |
| Dr. Hjalmar Schacht                 | N              | N              | º              | º              | Achitat             | Important bancher și economist. Înainte de război, președinte al băncii naționale, Reichsbank, între 1923-1930 și 1933-1938, și ministrul economiei, între 1934-1937. A recunoscut că a încălcat Tratatul de la Versailles. |
| Baldur von Schirach                 | N              | º              | º              | V              | 20 de ani           | Șef al organizației naziste de tineret, Hitlerjugend, între 1933 și 1940, Gauleiter al Vienei între 1940-1943. Condamnat la 20 de ani de închisoare, pe care i-a executat în întregime. |
| Arthur Seyss-Inquart                | N              | V              | V              | V              | Moarte              | Arhitect al Anschlussului și pentru scurt timp, în 1938, cancelar al Austriei. Adjunct al lui Frank în Polonia, 1939-1940. Ulterior, comisar al Reich-ului pentru Olanda ocupată, între 1940-1945. Și-a cerut iertare. |
| Albert Speer                        | N              | N              | V              | V              | 20 de ani           | Arhitectul favorit al lui Hitler și prietenul personal al lui; ministru al înarmării, din 1942. În această funcție, avea responsabilitatea supremă pentru folosirea sclavilor aduși din teritoriile ocupate în producția de armament. |
| Julius Streicher                    | N              | º              | º              | V              | Moarte              | Gauleiter al Franconiei, 1922-1945. A instigat la ură și omoruri împotriva evreilor prin săptămânalul său de propagandă nazistă, Der Stürmer. |

,,N”, ,,Nevinovat"
,,V", ,,Acuzat și găsit vinovat” 
,,º”, ,,Neacuzat’’
De-a lungul proceselor, mai ales între ianuarie și iulie 1946, inculpații și unii dintre martori au fost examinați de psihiatrul american Leon Goldensohn. Notele sale privind atitudinea și personalitatea inculpaților s-au păstrat. Sentințele capitale au fost executate la 16 octombrie 1946 prin spânzurare, prin metoda de cădere standard și nu prin cădere lungă. Judecătorii francezi au propus folosirea unui pluton de execuție pentru condamnații militari, potrivit cutumei sentințelor pronunțate de curțile marțiale, dar Biddle și judecătorii sovietici s-au opus. Aceștia au susținut că ofițerii își violaseră etica militară și nu erau demni de moartea, considerată demnă, în fața plutonului de execuție. Prizonierii condamnați la închisoare au fost transferați în 1947 la închisoarea Spandau (Berlin).
Definiția a ceea ce constituie crimă de război este stipulată în Principiile Nürnberg, document creat ca rezultat al procesului. Experimentele medicale efectuate de medicii germani au dus la redactarea Codului Nürnberg pentru a controla viitoarele procese privind experimentele medicale efectuate pe oameni, inclusiv Procesul medicilor.
Dintre organizații, următoarele nu au fost găsite vinovate:
- Reichsregierung (guvernul central),
- Oberkommando (comandamentul militar suprem) und Generalstab der Wehrmacht (statul major al armatei).

## Influența asupra dezvoltării legislației penale internaționale
Procesele de la Nürnberg au avut o mare influență asupra dezvoltării legislației penale internaționale. Comisia Juridică Internațională, acționând la cererea Adunării Generale a Națiunilor Unite, a publicat în 1950 raportul Principii ale legii internaționale recunoscute în Carta Tribunalului de la Nürnberg și în judecata tribunalului . Influența tribunalului reiese și din propunerile de înființare a unei instanțe penale internaționale și în elaborarea codurilor penale internaționale, pregătite ulterior de Comisia Juridică Internațională.
O parte din argumentele apărării au fost că unele tratate nu fuseseră semnate de puterile Axei și că, în consecință, nu erau obligate să le respecte. Această problemă a fost tratată în judecarea crimelor de război și a crimelor împotriva umanității, care conține o extindere a cutumelor: "Convenția de la Haga din 1907 stipula explicit că intenționează 'să revizuiască legile generale și cutumele războiului,' cărora astfel le recunoștea existența, dar până în 1939 aceste reguli trecute în Convenție erau recunoscute de toate națiunile civilizate, și erau privite ca fiind o declarație a legilor și cutumelor războiului referite în Articolul 6 (b) al Chartei de la Londra.". Pe planul legislației internaționale, consecința este că, dacă este semnat de un număr suficient de țări și este în vigoare de suficient de mult timp, atunci tratatul poate fi interpretat ca obligatoriu pentru toate statele, nu numai de statele care l-au semnat la început. Acesta este un aspect juridic foarte controversat în dreptul internațional și încă viu dezbătut în publicațiile de specialitate.
Procesele de la Nürnberg au inițiat o mișcare pentru stabilirea imediată a unei instanțe penale internaționale, conducând în cele din urmă după peste cincizeci de ani la adoptarea Statutului Tribunalului Penal Internațional.
- Concluziile proceselor de la Nürnberg au servit la elaborarea următoarelor acte:
  - Convenția privind genocidul, 1948.
  - Declarația Universală a Drepturilor Omului, 1948.
  - Convenția privind Abolirea Prescrierii Crimelor de Război și Crimelor Împotriva Umanității, 1968.
  - Convenția de la Geneva asupra Legilor și Cutumelor de Război, 1949 cu protocoalele sale adiționale din 1977.

## Valabilitatea instanței
Validitatea tribunalului a fost contestată în multiple rânduri, pe diverse considerente:
- Inculpații nu au avut drept la recurs și nu au putut afecta selecția judecătorilor. S-a argumentat că, întrucât judecătorii au fost numiți de învingători, tribunalul nu a fost imparțial și nu poate fi privit ca tribunal în adevăratul sens al cuvântului. A. L. Goodhart, profesor la Oxford, se opunea acestui punct de vedere, scriind:

„Oricât de atractiv ar părea în teorie, acest argument ignoră faptul că se opune practicii aplicării legilor în orice țară. Dacă ar fi fost așa, atunci niciun spion nu ar fi putut fi judecat, deoarece cazul său este mereu analizat de judecătorii care reprezintă țara inamică. Totuși, nimeni nu a argumentat vreodată că în asemenea cazuri este necesar ca judecătorii să fie neutri. Prizonierul are dreptul să ceară ca judecătorii săi să fie corecți, dar nu ca ei să fie neutri. Același principiu este aplicabil și în legea penală obișnuită, întrucât 'un hoț nu se poate plânge că este judecat de un juriu format din oameni cinstiți”. 
- Judecătorul sovietic principal, Nikicenko, luase parte la procesele politice înscenate de Stalin în 1936-1938.[33].

- Una dintre acuzații, formulată împotriva lui Keitel, Jodl și Ribbentrop, includea conspirația în vederea comiterii în 1939 a agresiunii împotriva Poloniei. Protocoalele secrete ale Pactului Molotov-Ribbentrop, din 23 August 1939, propuneau împărțirea Poloniei între germani și sovietici (ceea ce s-a și întâmplat în Septembrie 1939); totuși, liderii sovietici nu au fost judecați pentru aceeași conspirație[34]. În schimb, tribunalul a declarat că protocoalele secrete ale Pactului de Neagresiune erau un fals.

- În 1915, Puterile Aliate, Marea Britanie, Franța, și Rusia, au dat o declarație în care, pentru prima dată, un guvern străin (Înalta Poartă) a fost acuzat de comiterea unei „crime împotriva umanității”. Se putea argumenta că abia când fraza a fost dezvoltată în Carta de la Londra, aceasta a căpătat sens. Întrucât definiția Cartei de la Londra în ce privește definiția unei crime împotriva umanității era necunoscută la data comiterii crimei, se putea argumenta că legea era retroactivă și încălca principiile interzicerii legilor ex post facto și a principiului din legea penală nullum crimen, nulla poena sine praevia lege poenali.

- Procesele s-au desfășurat sub propriile reguli ale dovezilor; rechizitoriile au fost elaborate ex post facto și nu s-au bazat pe legea vreunei țări; apărarea tu quoque a fost interzisă. Articolul 19 al Cartei Tribunalului Militar Internațional de la Nürnberg specifica:

„Tribunalul nu va fi obligat să urmeze reguli tehnice pentru dovezi. Va adopta și va aplica, atât cât este posibil, o procedură expeditivă și nontehnică și va admite orice dovezi va considera că au valoare probativă”.
Un judecător al Curții Supreme de Justiție a SUA, Harlan Fiske Stone, a afirmat că procesele de la Nürnberg că au fost o înscenare. „[Procurorul șef american] Jackson conduce la Nürnberg un linșaj la nivel înalt”, scria Fiske Stone. „Nu mă deranjează ce le face naziștilor, dar nu-mi place să văd că pretinde că ceea ce conduce el este o instanță judecătorească și că procedează conform legii. Este o înscenare prea nerușinată pentru ideile mele învechite”.
Alt judecător al Curții Supreme de Justiție, William Douglas, a afirmat că Aliații se făceau vinovați de „substituirea principiului cu forța”. „Am crezut la vremea respectivă și cred în continuare că procesele de la Nürnberg s-au făcut fără principii”, scria Douglas. „Au fost făcute legi ex post facto pentru a satisface pasiunile și dorințele vremii”.